# Erlebnis des Marschalls von Bassompierre
Erlebnis des Marschalls von Bassompierre ist eine Erzählung von Hugo von Hofmannsthal, die im Herbst 1900 in der Wiener Wochenschrift Die Zeit erschien.

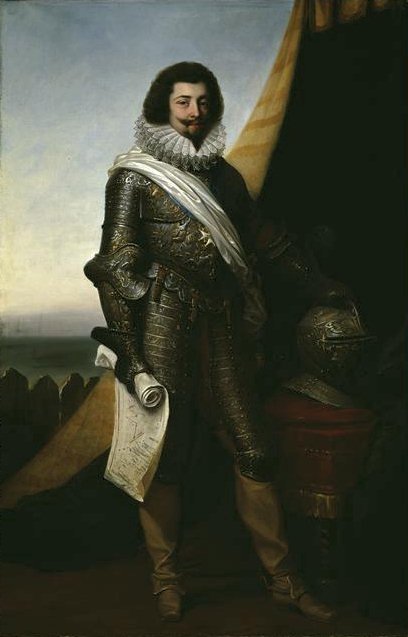
François de Bassompierre
*1579 †1646

## Inhalt
Als der Ich-Erzähler – das ist der Marschall von – im Spätwinter von Fontainebleau nach Paris reitet, begegnet er unterwegs einer schönen jungen Krämerin. Die Frau tritt aus ihrem Laden und grüßt ihn einladend. Der Marschall erwidert den Gruß und arrangiert ein Tête-à-tête im Zimmer einer Kupplerin. Als er eintritt, sitzt die Frau schon auf dem Bett. Bassompierre legt sich zu ihr und schläft fest ein. Als er des Nachts erwacht, steht die Frau am Fenster. Nach der Liebesnacht haben beide den Wunsch, sich wieder zu treffen. Die zweite Nacht soll nicht unter dem Dach der Kupplerin verbracht werden, sondern bei einer Tante der jungen Frau. Zeit und Ort werden verabredet. Bassompierre kann den Tag kaum erwarten.
Bei Hofe muss er sich unterdessen mit Höflingen über alles Mögliche unterhalten – unter anderem über die grassierende Pest und über die Methoden, Infektionen zu vermeiden. Bassompierre schickt seinen Diener zur Erkundung des Krämerladens aus. Der Kundschafter berichtet, nur der Krämer sei dort anwesend. Der Marschall überzeugt sich selbst und muss erkennen, dass der angebliche Krämer ein Adeliger ist, der Château Blois bewachen musste. Als Bassompierre sich, wie verabredet, dass Zimmer der Tante betreten will, antwortet auf sein Klopfen jedoch eine Männerstimme. Der Marschall zieht sich vorsichtig zurück, schaut durch ein Zimmer, und sieht, wie dort Bettstroh verbrannt wird. In dem Zimmer liegen zwei nackte Leichen.

## Historischer und literarischer Hintergrund
Hofmannsthals Novelle entstand zwischen dem 21. und 24. April des Jahres 1900 und wurde in der Wiener Wochenzeitung Die Zeit in zwei Teilen am 24. November und am 1. Dezember desselben Jahres erstmals abgedruckt. 1905 wurde sie in dem Erzählungsband „Das Märchen der 672. Nacht und andere Erzählungen“ im Wiener Verlag, Wien und Leipzig veröffentlicht.
Die Novelle beruht im Kern auf einer Episode aus den Memoiren des französischen Marschalls François de Bassompierre, deren Erstveröffentlichung auf das Jahr 1665 datiert wird. Bassompierre hat seine Erinnerungen während seiner zwölfjährigen Gefangenschaft in der Bastille zwischen 1631 und 1643 geschrieben. Im Kontext seiner Memoiren ist sie eine unter vielen anderen anekdotenhaften Geschichten. Goethe hat die Geschichte Bassompierres übersetzt, bearbeitet, neu erzählt und sie als Binnenerzählung in seine Novellensammlung Unterhaltungen deutscher Ausgewanderten (1795) integriert.
Hofmannsthal, der sich vom 14. Februar bis 2. Mai 1900 in Paris aufhielt, hat die Idee zu seiner Erzählung auf die Nacht vom 18. zum 19. April 1900 datiert. Vom 21. bis zum 24. April hat er die Novelle unter dem Titel „Erlebnis des Herrn von Bassompierre“ aufgeschrieben.

## Ausgaben
- Das Märchen der 672. Nacht und andere Erzählungen.  Wiener Verlag, Wien und Leipzig 1905.

Erstausgabe. Mit Illustrationen von Walter Hampel. Inhalt: „Das Märchen der 672. Nacht“. „Reitergeschichte“. „Erlebnis des Marschalls von Bassompierre“. „Ein Brief“.
- Erlebnis des Marschalls von Bassompierre (1900). S. 132–142 in: Hugo von Hofmannsthal, Gesammelte Werke in zehn Einzelbänden. Hrsg. von Bernd Schoeller. S. Fischer, Frankfurt a. M. 1949.  Band Erzählungen. Erfundene Gespräche und Briefe. Reisen. ISBN 3-10-031547-2
- Erlebnis des Marschalls von Bassompierre und andere Erzählungen. Verlag der Arche, Zürich 1950. (Die kleinen Bücher der Arche. 111/112.)
- Das Erlebnis des Marschalls von Bassompierre. Der Originaltext der Memoiren mit den Fassungen von Goethe und Hofmannsthal. Hrsg. von Wolfdietrich Rasch. Mit 7 Lithographien von Hans Fronius. Einmalige Auflage von 190 Exemplaren. Hanser 1968.
- François de Bassompierre: Das Erlebnis des Marschalls von Bassompierre. Eine Erinnerung aus dem Jahr 1606. Übertragung und Nachwort von Wolfram Benda. Mit den Fassungen von J. W. von Goethe und H. von Hofmannsthal. Mit 1 Orig.-Holzschnitt sowie 1 Orig.-Zeichnung von Jürgen Wölbing. Bayreuth, Bear-Press 1986.